# Airbornepad Market Garden
Het Airbornepad Market Garden, een lange-afstand-wandelpad van 220 kilometer van Lommel naar Arnhem. Dit wandelpad is door de wandelsportvereniging OLAT in september 2004 geopend in het kader van zestig jaar bevrijding.
Het is de bedoeling dat het uiteindelijk wordt doorgetrokken naar de landingsstranden van 1944 in Normandië via bestaande GR-paden. Om zo tezamen een Vredespad naar de Brug van de Toekomst (John Frostbrug) te vormen.
Het is met merktekens met een rechthoekig groen vlak en twee witte balken gemarkeerd. Het pad is beschreven in een wandelgids met veel streekinformatie over de Operatie Market Garden.
Er is openbaar vervoer langs de route. De wandelgids vermeldt de mogelijkheden.
Langs de route zijn voldoende overnachtingsmogelijkheden, die opgenomen zijn in de wandelgids.

## Route
De route gaat zo veel mogelijk over onverharde wegen en paden in de voetsporen van de bevrijders in september 1944 van Lommel naar Arnhem. Van het centrum van Lommel is er een aanlooproute naar Joe's Bridge. Dit vormde in september het bruggenhoofd waarvandaan het Britse 30e Legerkorps oprukte.
In Eindhoven zijn er twee wandelmogelijkheden. Hierdoor ontstaat er ook een omweg van 48 kilometer. Bij Driel in de Betuwe is er een variant die over de grasdijk langs de Nederrijn, de brug van Heteren via kasteel Doorwerth, het landgoed Duno en de Westerbouwing gaat. In de zomerperiode kan men ook gebruikmaken van het veer.

## De Operatie Market Garden
De Operatie Market Garden (september 1944) was een plan van de Britse veldmaarschalk Montgomery. Het kende twee hoofdpunten: de verovering van acht belangrijke bruggen tussen de Belgische grens en Arnhem door het eerste Geallieerde Luchtlandingsleger en een aanval met de grondtroepen van het Britse Tweede Leger van België in de richting van het IJsselmeer. De te veroveren bruggen lagen bij Son, Sint-Oedenrode, Veghel, Grave, Heumen, Nijmegen en Arnhem.
In totaal werden bij de luchtlandingen twintigduizend parachutisten gedropt en nog eens bijna veertienduizend militairen ingevlogen met zweefvliegtuigen. De Slag om Arnhem maakte deel uit van operatie Market Garden.